# Étienne Kolbe

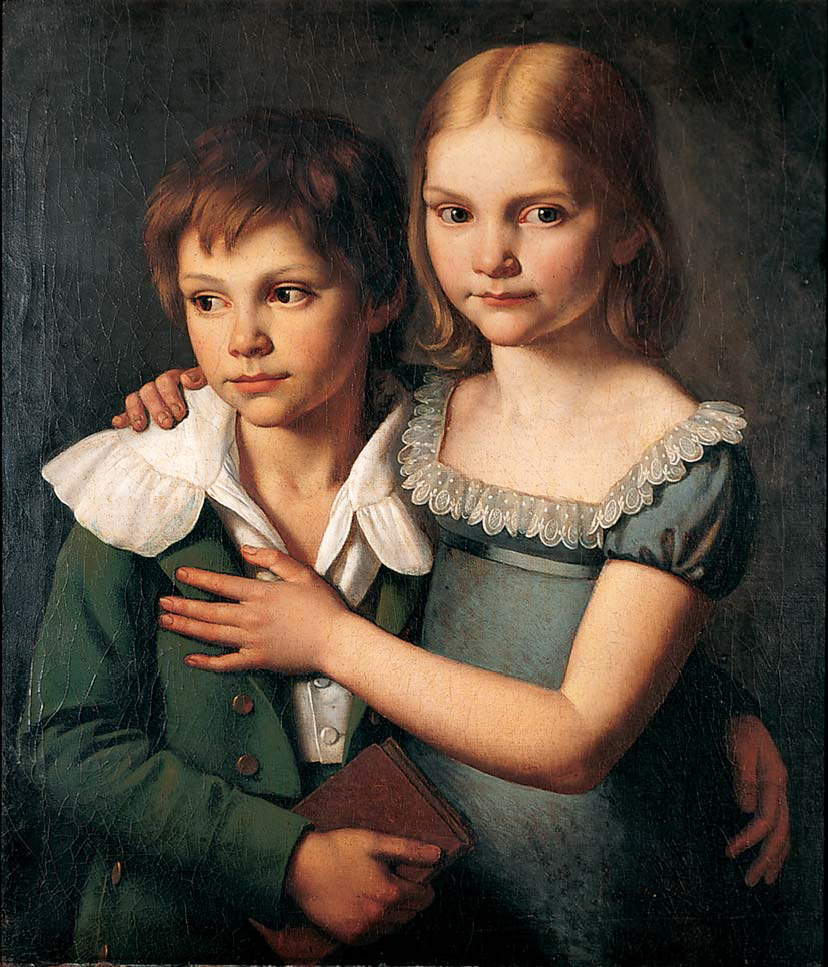
Étienne Maria und Christine Louise Kolbe, Doppelporträt der Geschwister durch ihren Vater, Heinrich Christoph Kolbe, um 1820, Von der Heydt-Museum, Wuppertal

Étienne Maria Kolbe, auch Maria Stephan Kolbe (* 1. Januar 1809 in Paris; † 21. Oktober 1834 in Elberfeld, heute Wuppertal), war ein deutscher Porträtmaler.

## Leben
Kolbe, einziger Sohn des Porträtmalers Heinrich Christoph Kolbe und dessen französischer Ehefrau Marie Thérèse, geborene Planchon, kam 1811 als Kleinkind mit seinen Eltern und seiner Schwester Christine Louise (1807–1855) aus Paris nach Düsseldorf, wo die Familie ein Haus in der Carlstadt bezog. Ersten Malunterricht dürfte er bereits als Knabe von seinem Vater, der ein bekannter Bildnismaler des Rheinlandes war, erhalten haben. Nach der Schulausbildung besuchte er in den Jahren 1829 bis 1831 die Kunstakademie Düsseldorf, wo er unter seinem Vater die 2. Malklasse besuchte und sich zu einem Porträtmaler entwickelte. In den Jahren 1831/1832 diente er als Einjährig-Freiwilliger beim preußischen Militär, aus dem er als Fähnrich der Reserve entlassen wurde. Da Kolbe bereits am 21. Oktober 1834 in Elberfeld an einem „Nervenfieber“, wohl Typhus, starb, ist sein Œuvre klein. Es wird vermutet, dass Kolbe zuletzt anstelle seines erkrankten Vaters Porträtaufträge ausführte. 1832 schuf er das Bildnis Frau Schreiner, heute Museum Kunstpalast, um 1833 ein Bildnis seines Vaters. Dessen klassizistische Porträtauffassung Davidscher Prägung setzte Kolbe bei gleichzeitiger Verfeinerung der Technik fort.